# مارك إل. فان نيم
مارك إل. فان نيم (بالإنجليزية: Mark L. Van Name)‏ (14 مارس 1955، فلوريدا في الولايات المتحدة)؛ روائي أمريكي.